# 卡普 (欖球運動員)
卡普（英語：Jack Alfie CAPON，1992年4月4日—），香港男子橄欖球運動員，亦為香港男子七人欖球代表隊成員。

## 簡歷
卡普在英國完成學業後，回流香港並接受欖球訓練；擅長支柱和勾球員位置。
2014年9月，卡普代表中國香港參加南韓仁川舉行的亞運會七人欖球比賽，在決賽負於日本隊，奪得銀牌。